# Pramoedya Ananta Toer
Pramoedya Ananta Toer né le 6 février 1925 à Blora, Java central et mort le 30 avril 2006 à Jakarta, souvent appelé plus simplement « Pram », est un des plus grands écrivains indonésiens contemporains, et le plus connu à l'étranger. Il est l'auteur de plus de 50 œuvres et a été traduit dans plus de 40 langues — toutefois une petite partie d'entre elles seulement ont été traduites en français.

## Biographie

### Jeunesse
Né en 1925 à Blora dans l'île de Java, fils aîné d'un père instituteur, proche du Budi Utomo[réf. nécessaire], et d'une mère marchande de riz. Son grand-père maternel avait effectué le hajj à La Mecque, il fréquenta l'école professionnelle de radio de Surabaya dont il sera tout juste diplômé lorsque l'invasion japonaise débuta, et travaillera comme dactylo pour un quotidien japonais durant l'occupation du pays par les troupes nippones.

### Après l'indépendance
Pram commence sa vie d'homme de lettres en tant que journaliste. Lors de la Révolution indonésienne, une période de conflit qui, à la suite de la proclamation de l'indépendance de l'Indonésie en 1945, oppose la jeune république aux Pays-Bas, Pram rejoint un groupe de pemuda (jeunes) à Java occidental, écrivant nouvelles et livres comme il continuera de le faire durant son incarcération à Bukit Duri de 1947 à 1949[réf. nécessaire]. Ces premières années de prison — il en connaîtra bien d'autres — sont mises à contribution pour écrire ses deux premiers romans.
Après sa libération, Pram publie dans les années cinquante un nombre important de nouvelles, son genre de prédilection, il séjourne aussi aux Pays-Bas dans le cadre d'un programme d'échanges culturels. Politiquement à gauche, il se rapproche de la Chine communiste, notamment lors d'un premier séjour en 1956, il se rend également en URSS. Journaliste hors pair n'appréciant pas le style tiède et généraliste de ses contemporains, il se livre à de véritables joutes journalistiques en leur opposant son écriture engagée.
En 1960, il est de nouveau jeté en prison sans jugement pour un an par le gouvernement de Soekarno après avoir dénoncé la politique de discrimination politique à l'encontre de la communauté chinoise d'Indonésie dans son livre Les Chinois en Indonésie.

### Victime du régime Soeharto
Après une brève période de liberté, il est pris dans la tourmente des événements de 1965-1966 à la suite du "Mouvement du 30 septembre" mené par des officiers de gauche. Le nouvel homme fort, le général Soeharto, décrète la dissolution du parti communiste indonésien (PKI). De 500 000 à un million de personnes sont massacrées. Pram est accusé d'appartenance au PKI, ce qui n'a jamais été prouvé. Il est à nouveau, pour la troisième et dernière fois, jeté en prison. Il passera cette longue période de détention (de 1965 à 1979) au bagne de Buru, où il conçoit la Tétralogie de Buru (Tetralogi Buru), qu'il commence par raconter à ses codétenus, puis rédige à partir de 1975.
Pram est libéré en 1979, mais reste soumis à un contrôle judiciaire jusqu'en 1992. En avril 1980, il fonde avec deux autres anciens prisonniers politiques la maison d'édition Hasta Mitra, qui publie notamment Bumi manusia (Le Monde des hommes) et Anak Semua Bangsa (Enfant de toutes les nations), tous deux rapidement interdits par la censure gouvernementale. Après sa libération, il écrit Gadis pantai (La Fille du rivage), un roman mi-fiction inspiré de la vie de sa grand-mère, et Nyanyi Sunyi Seorang Bisu (Chanson silencieuse d'un muet, 1995), une autobiographie fondée sur des lettres écrites à sa fille mais qu'il n'avait pas le droit de lui envoyer, et Arus Balik (1995).
Pram est mort le 30 avril 2006 à Jakarta, sans avoir obtenu la consécration internationale d'un prix Nobel de littérature pour lequel il avait pourtant été proposé à plusieurs reprises. Il aura tout de même été décoré un certain nombre de fois, son dernier prix étant le titre de docteur honoris causa de l'université du Michigan en 1999. Il est enterré à Jakarta, au cimetière de Karet Bivak.
Peu de ses œuvres ont été traduites en français (seulement huit sur une trentaine) la plus connue en France étant Le Monde des hommes (Bumi manusia), la première partie de la « tétralogie de Buru ». Certains pensent[évasif] que ce titre est un hommage à Terre des hommes de Saint-Exupéry. Un article du Monde du 4 avril 2006 explique que l'auteur n'aurait ajouté le personnage de Nyai Ontosoroh qu'après sa libération de Buru. Ce roman a été interdit en Indonésie jusqu'en septembre 2005.
Pram, Javanais, y dénonce la culture javanaise, dans laquelle il voit les fondements de la dictature imposée à l'Indonésie par Soeharto, également Javanais. Pour lui, le « javanisme » (c'est-à-dire le kejawen, la culture traditionnelle javanaise) était tout simplement un fascisme javanais.

## Œuvres de Pramoedya traduites en français
- "Pensées dérivant au fil de l'eau" (extrait du recueil Soliloques d'un muet), traduit de l'indonésien par Etienne Naveau, revue Jentayu no 9, 2019
- La Maison de verre (Buru Quartet IV), traduit de l'indonésien par Dominique Vitalyos, Zulma, 2018
- Une empreinte sur la terre (Buru Quartet III), traduit de l'indonésien par Dominique Vitalyos, Zulma, 2018
- Enfant de toutes les nations (Buru Quartet II), traduit de l'indonésien par Dominique Vitalyos, 507 pages, Zulma[3],[4], 2017
- Le Monde des hommes (Buru Quartet I), traduit de l'indonésien par Dominique Vitalyos à partir de la traduction de Michèle Albaret-Maatsch, Collection Rivages, Payot, 2001, 444 p., réédition Zulma, 2017
- Quatre nouvelles in Histoires courtes d'Indonésie, Éditions de l'École Française d'Extrême-Orient, 1968
- Corruption (Korupsi), traduit de l'indonésien par Denys Lombard[5], Éditions Picquier, 1981
- Le Fugitif (Perburuan), traduit de l'indonésien par François-René Daillie, Éditions 10/18, 1997.
- La Fille du rivage (Gadis pantai), traduit de l'indonésien par François-René Daillie, Collection Du monde entier, Gallimard[6], 2004, 288 p.
- La vie n'est pas une foire nocturne (Bukan pasar malam)  traduit de l'indonésien par Henri Chambert-Loir et Denys Lombard[7], Collection Connaissance de l'Orient, Gallimard, 1993, 238 p.